# Ulrich Stiehm
Ulrich Stiehm (* 1968 in Berlin) ist ein deutscher Filmproduzent.
Ulrich Stiehm absolvierte von 1993 bis 1998 ein Studium der Film- und Fernsehwirtschaft an der Filmuniversität Babelsberg Konrad Wolf. Nach dieser Zeit war er für vier Jahre Produzent bei der Berliner Dependance der DoRo Produktion. Zusammen mit Frank Kaminski gründete er 2003 die Kaminski.Stiehm.Film GmbH. 2005 gründeten sie Jumping Horse Film in Hannover.

## Filmografie (Auswahl)
- 2002: Baby
- 2004: Besser als Schule
- 2006: Vineta
- 2007: Der Letzte macht das Licht aus!
- 2008: Arbeit für alle (Kurzfilm)
- 2009: All You Need Is Love – Meine Schwiegertochter ist ein Mann
- 2012: Kohlhaas oder die Verhältnismäßigkeit der Mittel
- 2013: Mr. Morgans letzte Liebe
- 2014: Northmen – A Viking Saga
- 2015: Im Namen meines Sohnes
- 2015: Der Maskenmann
- 2017: Das deutsche Kind